# Tanque medio M2
El M2 fue un tanque medio estadounidense, que fue fabricado en 1939 por el Rock Island Arsenal, poco antes del inicio de la Segunda Guerra Mundial. Se produjeron 18 tanques M2 y 94  M2A1 ligeramente mejorados, haciendo un total de 112 unidades. Los sucesos en Europa occidental y el Frente del Este rápidamente demostraron que el M2 era obsoleto y nunca fue empleado en combate en ultramar; siendo empleado para entrenamiento durante la guerra.
Las singulares características del M2 incluían una cantidad inusualmente grande de ametralladoras, planchas deflectoras de balas y blindaje inclinado en el glacis del casco. Su armamento principal era un cañón de 37 mm y el espesor máximo de su blindaje era de 32 mm, la torreta del M2A1 tenía un mantelete con un espesor de 51 mm. Las características del desarrollo de la serie M2, tanto positivas como negativas, ofrecieron varias lecciones a los diseñadores de tanques estadounidenses que posteriormente fueron aplicadas con gran éxito en el M3 Lee, el M4 Sherman y muchos otros vehículos blindados de combate.  

## Diseño
El Arsenal de Rock Island empezó a trabajar en un nuevo tanque medio, basado en el diseño del Tanque ligero M2. Inicialmente denominado T5, el modelo rediseñado (con un motor radial Wright R-975 Whirlwind de 350 hp) fue redenominado como Tanque medio M2 en junio de 1939. Después de que las 18 primeras unidades fueron producidas en el Arsenal de Rock Island y evaluadas por el ejército, fue aprobada la especificación actualizada M2A1 con una torreta rediseñada y un motor más potente.
El tanque medio M2 era un desarrollo más grande del tanque ligero M2. Varias piezas eran comunes entre los dos modelos o empleaban un diseño similar, incluyendo la suspensión vertical de resortes helicoidales, que sería igualmente empleada en tanques posteriores. Los bogies de dos ruedas iban montados externamente y las orugas con cojinetes y zapatas de caucho demostraron ser durables sobre carreteras. El modelo inicial M2 era propulsado por un motor radial Wright R-975 enfriado por aire. En el M2A1, este motor fue sobrealimentado para ofrecer 50 cv (37kW) adicionales por un total de 400 cv (300 kW), siendo denominado R-975 C1.
El M2 tenía una alta superestructura, con ametralladoras montadas en barbetas en cada esquina. Además, otras dos ametralladoras estaban fijadas en el glacis y eran disparadas por el condcutor. Sobre la superestructura estaba una pequeña torreta armada con un M3 37 mm y una ametralladora coaxial. El cañón de 37 mm podía penetrar 46 mm de blindaje templado inclinado en un ángulo de 30° a una distancia de 475 m (500 yardas) y 40 mm a 914 m (1.000 yardas). Esta configuración del armamento era un híbrido entre los cañones montados en barbetas del Mark VIII de la Primera Guerra Mundial y la combinación de torreta con cañón, ametralladora coaxial y ametralladora montada en el glacis que fue casi universal en los tanques medios de la Segunda Guerra Mundial. Se le podían montar dos ametralladoras de 7,62 mm adicionales sobre pedestales a cada lado de la torreta como armamento antiaéreo, aumentando su número a 9, todo un récord para cualquier tanque puesto en servicio por cualquier ejército. La tripulación estaba formada por el comandante, el conductor y cuatro artilleros. El vehículo almacenaba 200 proyectiles de 37 mm y hasta 12.250 cartuchos .30-06 Springfield.
Se le instalaron planchas deflectoras de balas sobre los guardafangos posteriores. La idea tras estas planchas era que cuando el tanque pase por encima de una trinchera y las ametralladoras posteriores disparen contra éstas, las balas se desviarían hacia la trinchera o el área detrás del tanque. Al igual que las ametralladoras de las barbetas, las planchas deflectoras demostraron ser inútiles en la guerra moderna.

## Producción
La compañía Chrysler abrió una nueva fábrica de tanques, la Detroit Arsenal Tank Plant (DATP) , para fabricar el M2, siendo contratada por el gobierno estadounidense en agosto de 1940 para producir 1000 vehículos. Los sucesos en Europa hicieron obvio que el M2 era obsoleto, por lo que el gobierno modificó el contrato antes de que comenzara la producción. En lugar de tanques medios M2, la fábrica construiría 1000  M3 Grant. La producción del M2 retornó al Arsenal de Rock Island, donde se construyeron 94 M2A1 hasta agosto de 1941. El M2A1 tenía un blindaje ligeramente mejor y una torreta ligeramente más grande que la del M2 original, ya que era la torreta del M3 Stuart, con un mantelete de 51 mm (2 pulgadas) de espesor.

## Servicio

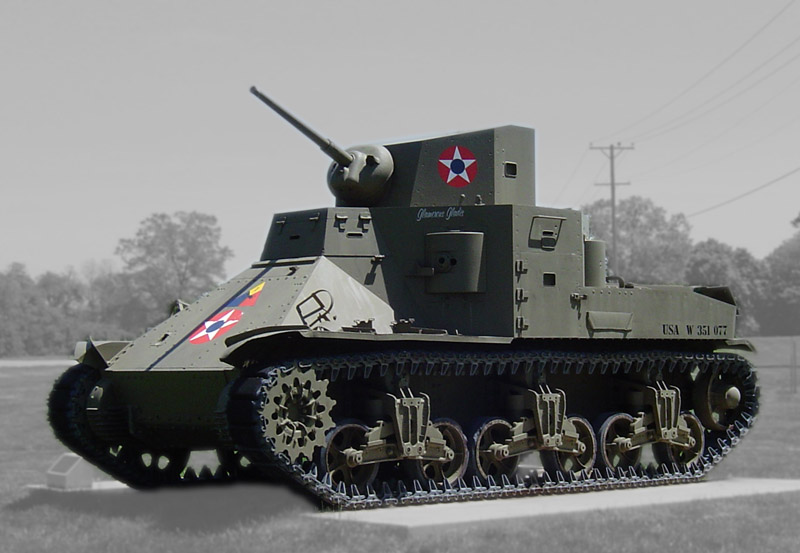
M2 expuesto en el Terreno de Pruebas de Aberdeen.

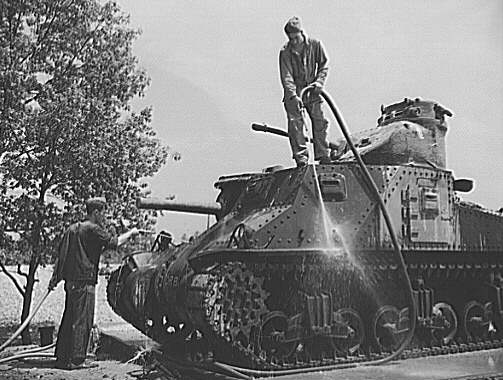
El M3 Lee, sucesor del M2.

El M2 ya era obsoleto cuando entró en servicio. Tenía un pobre desempeño en comparación con los tanques europeos contemporáneos, tales como el Somua S-35 francés, el Panzer III alemán y el BT-7 soviético, que estaban algo mejor blindados contra proyectiles de 37 mm. El cañón de 37 mm del M2 era equivalente al del Panzer III, pero el cañón de 45 mm del BT-7 y el de 47 mm del Somua S-35 eran más potentes. No obstante el M2 si podía equipararse a otros tanques contemporáneos del Eje a los que no llego a enfrentarse, como por ejemplo el Chi-Ha japonés o el M14/41 italiano, así como con las versiones tempranas del Panzer III, los Ausf E y F. Para 1941, Alemania había rearmado al Panzer III con un cañón de 50 mm L/42, mientras que los soviéticos desplegaron al vastamente superior T-34, con un cañón de 76 mm y un glacis inclinado con un espesor de 52 mm. Dada la situación, el M2 era esencialmente una medida de emergencia hasta que tanques más idóneos como el M3 Lee y M4 Sherman aparezcan en 1942-1943. Aunque se produjeron 18 M2 y 94 M2A1, la Oficina de Armamento recomendó en enero de 1942 que solamente sean usados para entrenamiento, por lo que nunca fueron enviados a zonas de combate en ultramar. El Ejército de los Estados Unidos desplegó el M2 y el M2A1 con el 67.º Regimiento de Infantería (Tanques medios) y el 69.º Regimiento Blindado de la 1.ª División Blindada durante intensas maniobras de entrenamiento en los Estados Unidos en 1941, con el diseño del M2 demostrando ser útil como entrenador básico para tripulantes de tanques. Los tripulantes entrenados del 69.º Regimiento Blindado fueron dispersados para ofrecer cuadros a varias nuevas divisiones blindadas y batallones independientes de tanques M4, mientras las fuerzas blindadas estadounidenses se expandían rápidamente en 1942-1944.
El M2 era generalmente un pobre diseño para combate, con blindaje delgado, armamento principal inadecuado y un alto perfil. Las cuatro ametralladoras montadas en barbetas demostraron ser completamente innecesarias e inefectivas. Pero el diseño proveyó unas cuantas lecciones importantes que fueron empleadas en los posteriores tanques medios M3 y M4. En especial, el glacis inclinado del M2 era sumamente avanzado para un diseño de 1939 - el único punto a favor en un pésimo diseño - por lo que un glacis inclinado con blindaje pesado sería una característica permanente en el diseño de los tanques estadounidenses. El siguiente tanque medio tendría que enfrentarse al Panzer IV alemán, con un cañón de 75 mm en su torreta. Como no se había diseñado una torreta idónea en los Estados Unidos, se diseñó primero al Lee con un cañón de 75 mm montado en una barbeta, que fue probado en un M2; el vehículo experimental fue denominado T5E2. El cañón del Lee fue montado en una torreta convencional sobre un M3 modificado, para dar origen al primer Sherman ocho meses después del primer Lee.